# کازوهیتو تاناکا
کازوهیتو تاناکا (به انگلیسی: Kazuhito Tanaka) ژیمناست زادهٔ ۱۶ مهٔ ۱۹۸۵ ‏(۳۹ سال) میلادی اهل کشور ژاپن است.